# Elsa Beskow
Elsa Beskow (ur. 11 lutego 1874 w Sztokholmie jako Elsa Maartman, zm. 30 czerwca 1953 tamże) – szwedzka pisarka i ilustratorka książek dla dzieci. Od 1958 co roku przyznawana jest nagroda jej imienia (szw. Elsa-Beskow-Plakette) dla najlepszych szwedzkich ilustratorów powieści obrazkowych.

## Życiorys
Urodziła się 11 lutego 1874 w Sztokholmie. Jej ojcem był przedsiębiorca Bernt Maartman, a matką Augusta Fahlstedt. Miała cztery siostry i brata Hansa. Gdy miała 15 lat, zmarł jej ojciec. Studiowała Edukację Artystyczną na Konstfack w Sztokholmie. W 1897 wyszła za mąż za Natanaela Beskowa, byłego ministra i doktora teologii. Poznała go w szkole w Djursholm, gdzie pracowała jako nauczycielka, a on pełnił funkcję dyrektora. Miała z nim sześciu synów, w tym artystę Bo Beskowa oraz geologa Gunnara Beskowa.
W 1894 Beskow rozpoczęła współtworzyć czasopismo dla dzieci „Jultomten”. W swoich książkach często łączyła rzeczywistość z elementami baśniowymi. Dzieci spotykają się z elfami, a zwierzęta potrafią mówić. Głównym tematem jej książek były relacje między dziećmi i dorosłymi.
Elsa Beskow stała się jedną z najbardziej znanych szwedzkich pisarek. Wiele jej książek stało się klasykami i są stale przedrukowywane. Ilustrowała również elementarze i śpiewniki dla szwedzkich szkół. Strony swoich książek często zdobiła ramkami w stylu secesyjnym.
Na język polski utwory Elsy Beskow (Zimowa wyprawa Ollego, Słoneczne jajo) tłumaczyła Katarzyna Skalska.

## Publikacje
Opracowano na podstawie materiału źródłowego.
- 1897: Sagan om den lilla, lilla gumman
- 1898: Barnen på Solbacka
- 1898-1934: Vill du måla?
- 1901: Puttes äfventyr i blåbärsskogen: ritade och berättade
- 1905: Sagan om Gnällmåns: alla skrikhalsar till varning och deras mammor till hjälp berättad
- 1907: Olles skidfärd (Zimowa wyprawa Ollego, przeł. Katarzyna Skalska, Poznań 2012)
- 1910: Tomtebobarnen
- 1912: Pelles nya kläder
- 1914: Blomsterfesten i täppan
- 1915: Sagobok
- 1916: Görans bok
- 1918: Tant Grön, tant Brun och tant Gredelin
- 1919: Muntergök
- 1920: Lasse-Liten i trädgården
- 1921: Bubbelemuck och andra sagor
- 1921: Lillebrors segelfärd (z muzyką Alice Tegnér)
- 1922: Farmors lapptäcke
- 1923: Resan till landet Längesen
- 1924: Sagan om den lilla hinden
- 1925: Tant Bruns födelsedag
- 1926: Kistan på herrgårdsvinden
- 1927: Årets saga
- 1928: Jan och alla hans vänner
- 1929: Petter och Lotta på äventyr
- 1930: Hattstugan
- 1930: Farmor och Fjunlätt och andra sagor
- 1932: Solägget (Słoneczne jajo, przeł. K. Skalska, Poznań 2010)
- 1932: Landet Långthärifrån
- 1933: Sagan om den nyfikna abborren
- 1934: Sessalätts äventyr
- 1935-1937: Vill du läsa? (razem z Hermanem Siegvaldem)
- 1939: Ocke, Nutta och Pillerill
- 1941: Duktiga Annika
- 1942: Farbror Blås nya båt
- 1944: Det hände en gång
- 1945: ABC-resan
- 1947: Petters och Lottas jul
- 1949: Herr Peter
- 1949: Herr Peters hus
- 1950: Tomten i leksaksfönstret och andra sagor
- 1952: Röda bussen och gröna bilen